# 727
| [ Edytuj tabelę ]          |                                |
| Król Asturii               | - 718 Pelayo 737               |
| Cesarz Bizancjum           | - 717 Leon III Izauryjczyk 741 |
| Chan Bułgarii              | - 721 Kormisosz 738            |
| Cesarz Chin                | - 712 Tang Xuanzong 756        |
| Król Essexu                | - 709 Saelred 746              |
| Król Franków               | - 720 Teuderyk IV 737          |
| Cesarz Japonii             | - 724 Shōmu 749                |
| Kalif                      | - 724 Hiszam 743               |
| Patriarcha Konstantynopola | - 715 German I 730             |
| Król Longobardów           | - 712 Liutprand 744            |
| Król Mercji                | - 716 Aethelbald 757           |
| Król Nortumbrii            | - 718 Osric 729                |
| Papież                     | - 715 Grzegorz II 731          |
| Doża Wenecji               | - 726 Orso Ipato 742           |
| Król Wessexu               | - 726 Ethelheard 740           |

Rok 727 / DCCXXVII
stulecia: VII wiek ~
VIII wiek ~
IX wiek

lata: 717 «
722 «
723 «
724 «
725 «
726 «
727
» 728
» 729
» 730
» 731
» 732
» 737

## Zmarli
- Bodhiruci (młodszy) - mnich buddyjski i tłumacz (ur. 572)
- Yi-Xing, chiński astronom, który dokonał reformy chińskiego kalendarza
- 30 maja - święty Hubert, misjonarz, biskup z Tongern-Maastricht